# Cystobasidiomycetes
Cystobasidiomycetes é uma classe de fungos do subfilo Pucciniomycotina de Basidiomycota. Contém três ordens: Cystobasidiales, Erythrobasidiales, e Naohideales.